# Profils paysans
 Pour plus de détails, voir Fiche technique et Distribution
Profils paysans est une série de films français documentaires réalisés par Raymond Depardon. 

## Le contexte
Raymond Depardon est lui-même fils d’agriculteurs, et ses premiers clichés ont été pris dans la ferme familiale. Il a quitté la ferme familiale à 16 ans, en 1958, pour mener une carrière de photographe et de cinéaste, à travers différents pays, et domaines d'activités, et est entré en 1960 à l'agence Dalmas. En 1995, il consacre un livre à cette ferme familiale. Découvrant bien plus tard que des fermes similaires à celle de ses parents existent encore, loin de l'agriculture intensive, avec des conditions de vie rudes, il décide de consacrer à ces petites entreprises agricoles du centre de la France une série de documentaires, les filmant sur plusieurs années. En parallèle, Raymond Depardon publie en 2008 l'ouvrage La Terre des paysans aux éditions du Seuil. Cet ouvrage regroupe des photos qu'il a prises pendant cinquante ans sur ce monde agricole du centre de la France et de la moyenne montagne.

## Le style
L'un des choix de Raymond Depardon est celui de filmer en plans fixes, même lorsqu'un personnage sort du cadre, donnant ainsi l'impression de renoncer pour ces réalisations à tout effet cinématographique.

## Le découpage retenu
Cette série se compose de trois volets, filmés sur la durée, sur une dizaine d'années (les premières images sont tournés dès 1998 et s'appuient sur des repérages effectués antérieurement,) :
- L'Approche, sorti en 2001[6]. Ce premier documentaire de la trilogie est tourné en hiver[1]. La voix de Raymond Depardon explique l'origine du projet[7]. Suit une première approche, pas à pas, des différentes familles qui vont devenir par ces documentaires des personnages de cinéma, même s'il s'agit d'un cinéma documentaire[7]. L'approche commence dans la cour des fermes, puis on pénètre  dans le bâtiment de ces fermes et notamment dans la cuisine, qui est souvent la pièce où l'on discute[8]. « La cuisine des fermes de Lozère ou de Haute-Loire est beaucoup plus difficile à pénétrer que le palais de justice ! » explique Raymond Depardon, faisant implicitement référence à des documentaires précédents tournée en palais de justice[8].
- Le Quotidien, sorti en 2005[9]. Ce deuxième épisode de la trilogie documentaire commence là où finit le premier. Les agriculteurs filmés y avouent parfois, ou laissent percer à travers leurs propos, leur désarroi sur leur monde quotidien qui est en train de disparaître[9]. La campagne ainsi filmée semble avoir vocation à devenir une immense résidence pour citadins en mal de nature[9]  ;
- La Vie moderne, sorti en 2008[4]. Dans ce documentaire clôturant la trilogie, Raymond Depardon aborde notamment avec les personnes filmées les conditions de survie de leur exploitation agricole, et la question du transfert de leur patrimoine et de leurs connaissances[4].